# William Katt
William Theodore Katt (Los Angeles, 16 febbraio 1951) è un attore statunitense.
È divenuto noto a livello internazionale per il film Un mercoledì da leoni (1978) e in seguito come protagonista della serie televisiva Ralph supermaxieroe (1981-1983). Negli anni ottanta ha recitato assieme alla madre Barbara Hale nei film per la televisione di Perry Mason, ideale seguito della serie trasmessa negli anni sessanta.

## Biografia
Nato a Los Angeles, in California, è figlio dell'attore Bill Williams e dell'attrice Barbara Hale. I nonni paterni erano immigrati tedeschi, mentre da parte di madre ha origini scozzesi e irlandesi. Il 16 febbraio 1981 ha sposato Deborah Kahne, da cui ha avuto due figli, Clayton Alexander ed Emerson Hunter. La coppia ha divorziato nel 1986; nel 1993 si è sposato con Danielle Hirsch, da cui ha avuto una figlia, Dakota; è patrigno di Andrew, il figlio che Danielle ha avuto da una precedente relazione.

## Filmografia parziale

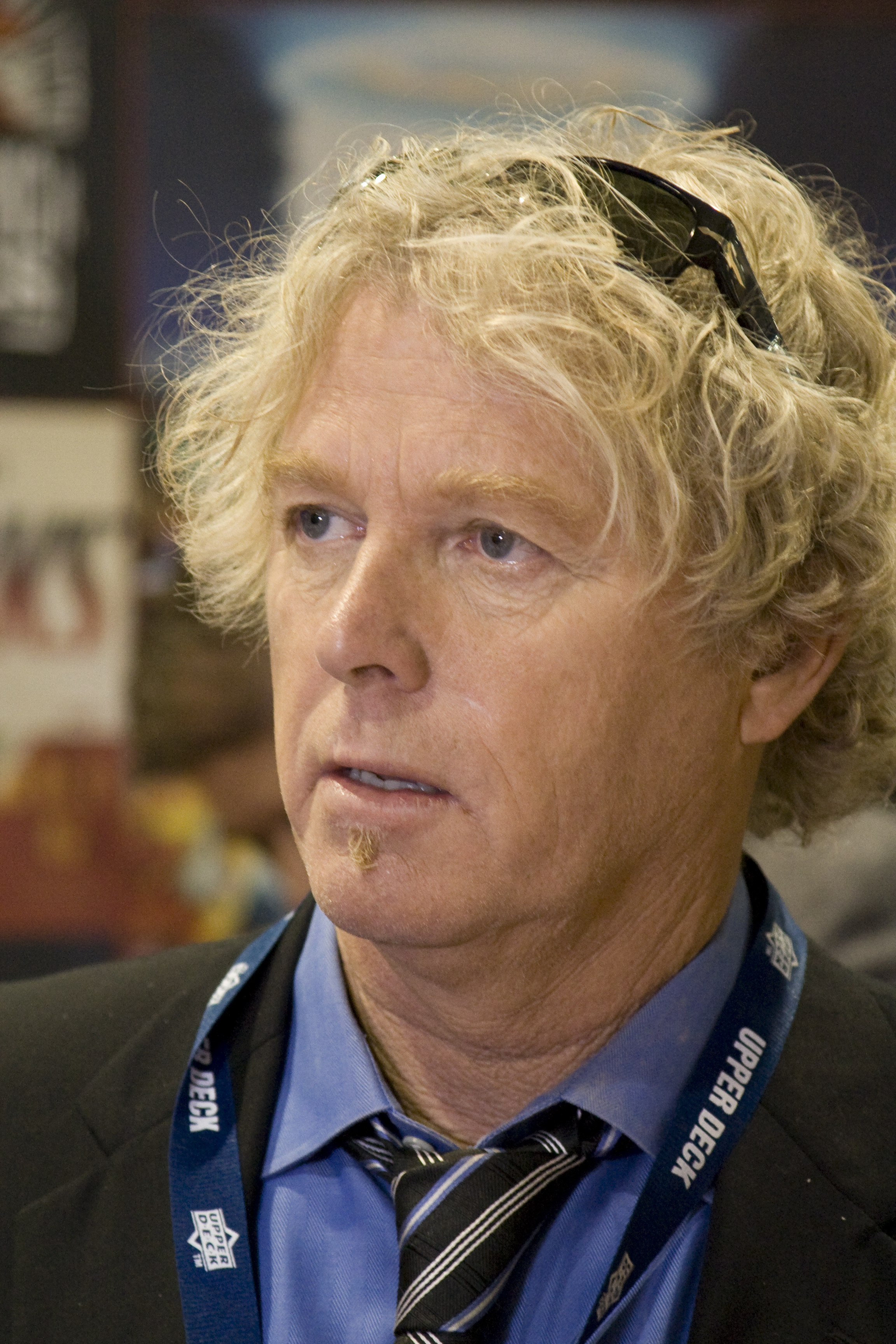
William Katt al San Diego Comic-Con International 2008

### Cinema
- Una nuova vita per Liz (The Late Liz), regia di Dick Ross (1971)
- Carrie - Lo sguardo di Satana (Carrie), regia di Brian De Palma (1976)
- Un mercoledì da leoni (Big Wednesday), regia di John Milius (1978)
- Il ritorno di Butch Cassidy & Kid (Butch and Sundance: The Early Days), regia di Richard Lester (1979)
- Baby - Il segreto della leggenda perduta (Baby: Secret of the Lost Legend), regia di Bill L. Norton (1985)
- Chi è sepolto in quella casa? (House), regia di Steve Miner (1986)
- Ossessione fatale (Naked Obsession), regia di Dan Golden (1990)
- Pericolosamente Cindy (Last Call), regia di Jag Mundhra (1991)
- House IV - Presenze impalpabili (House IV), regia di Steve Miner (1992)
- Porte aperte al delitto (The Paper Boy), regia di Douglas Jackson (1994)
- Piranha - La morte viene dall'acqua (Piranha), regia di Scott P. Levy (1995)
- Rattled - Spirali di sangue (Rattled), regia di Tony Randel (1996)
- Madre Teresa (Mother Teresa: In the Name of God's Poor), regia di Kevin Connor (1997)
- Amiche cattive (Jawbreaker), regia di Darren Stein (1999)
- Circuit, regia di Dirk Shafer (2001)
- L'uomo che venne dalla Terra (The Man from Earth), regia di Richard Schenkman (2007)
- AVH: Alien vs. Hunter, regia di Scott Harper (2007)
- Super - Attento crimine!!! (Super), regia di James Gunn (2010)
- The Man from Earth - Holocene, regia di Richard Schenkman (2017)
- The 2nd - Uno contro tutti (The 2nd), regia di Brian Skiba (2020)

### Televisione
- M*A*S*H – serie TV, 1 episodio (1972)
- Pepper Anderson - Agente speciale (Police Woman) – serie TV, 1 episodio (1974)
- Kojak – serie TV episodio 3x06 (1975)
- Nel regno delle fiabe (Faerie Tale Theatre) – serie TV, 1 episodio (1984)
- Il ritorno di Perry Mason (Perry Mason Return), regia di Ron Satlof – film TV (1985)
- Ralph supermaxieroe (The Greatest American Hero) – serie TV, 44 episodi (1981-1983)
- Perry Mason e la novizia (Perry Mason: The Case of the Notorious Nun), regia di Ron Satlof – film TV (1986)
- Perry Mason: Per un antico amore (Perry Mason: The Case of the Lost Love), regia di Ron Satlof – film TV (1987)
- Perry Mason: Lo spirito del male (Perry Mason: The Case of the Sinister Spirit), regia di Richard Lang – film TV (1987)
- Perry Mason: La signora di mezzanotte (Perry Mason: The Case of the Murdered Madam), regia di Ron Satlof – film TV (1987)
- Perry Mason: La donna del lago (Perry Mason: The Case of the Lady in the Lake), regia di Ron Satlof – film TV (1988)
- La signora in giallo (Murder, She Wrote) – serie TV episodio 9x22 (1992)
- La legge di Burke (Burke's Law) – serie TV, 1 episodio (1994)
- Un detective in corsia (Diagnosis Murder) – serie TV, 1 episodio (1994)
- Models Inc. – serie TV, 8 episodi (1994)
- Piccola peste s'innamora (Problem Child 3: Junior in Love), regia di Greg Beeman – film TV (1995)
- Rough Riders, regia di John Milius – miniserie TV (1997)
- Walker Texas Ranger – serie TV, 1 episodio (1998)
- Tenero Ben (Gentle Ben), regia di David S. Cass Sr. – film TV (2002)
- JAG - Avvocati in divisa (JAG) – serie TV, 2 episodi (2001-2004)
- Dr. House - Medical Division (House, M.D.) – serie TV, episodio 2x19 (2006)
- Heroes – serie TV, episodio 3x02 (2008)
- I Thunderman (The Thundermans) – serie TV, episodio 4x24 (2018)

## Doppiatori italiani
Nelle versioni in italiano delle opere in cui ha recitato, William Katt è stato doppiato da:
- Francesco Prando ne Il ritorno di Perry Mason, Perry Mason e la novizia, Perry Mason: Per un antico amore, Perry Mason: Lo spirito del male, Perry Mason: La signora di mezzanotte, Perry Mason: La donna del lago, La signora in giallo
- Claudio Capone in Carrie - Lo sguardo di Satana, Ralph Supermaxieroe
- Fabrizio Pucci in Piccola peste si innamora (ridoppiaggio), JAG - Avvocati in divisa
- Sergio Di Stefano in Un mercoledì da leoni
- Angelo Nicotra ne Il ritorno di Butch Cassidy & Kid
- Tonino Accolla in Baby - Il segreto della leggenda perduta
- Carlo Valli in Chi è sepolto in quella casa?
- Massimo Lodolo in Models, Inc.
- Stefano De Sando in Piranha - La morte viene dall'acqua
- Giorgio Bonino in Piccola peste si innamora
- Domenico Strati ne L'uomo che venne dalla Terra